# 吉田賢吾
吉田 賢吾（よしだ けんご、2001年1月18日 - ）は、神奈川県横浜市磯子区出身のプロ野球選手（捕手）。右投右打。北海道日本ハムファイターズ所属。

## 経歴

### プロ入り前
横浜市立杉田小学校1年生のときに少年野球チームの屏風浦クラブに入り野球を始め、2年時に捕手となる。横浜市立浜中学校では軟式野球部に所属。「4番・捕手」を務め、3年時には全国大会に出場した。
横浜商科大学高等学校では、1年秋からベンチ入り。2年から正捕手、3年から主将となり4番打者としてもチームを牽引。甲子園出場はならなかったが、第100回全国高等学校野球選手権記念・北神奈川大会ではベスト4まで進出した。高校では通算15本塁打を記録。
桐蔭横浜大学では神奈川大学野球リーグに1年春に初出場。3年春のリーグ戦では埼玉西武ライオンズに入団した2学年上の先輩の渡部健人から4番を引き継ぎ優勝を果たし、最優秀戦選手に選ばれた。秋季リーグでは優勝決定戦で神奈川大学に敗れたものの、春秋続けてベストナインに選ばれた。
大学時代、公式戦での通算成績は打率.404、15本塁打。MVP2回、ベストナイン4回、打点王3回、首位打者1回獲得している。
2022年10月20日に行われた2022年度ドラフト会議では、福岡ソフトバンクホークスから6位指名を受け、11月16日に契約金4000万円、年俸800万円で合意し、12月5日、BOSS E・ZO FUKUOKAで入団発表会見が行われた。担当スカウトは松本輝。背番号は64。

### ソフトバンク時代
2023年、右肘を痛めて出遅れたが、二軍公式戦では32試合出場し、打率.310、2本塁打、15打点を記録し、シーズン終盤の9月30日に一軍昇格。10月1日に行われた対北海道日本ハムファイターズ戦において、9回に代打として起用され一軍公式戦初出場を果たす。しかし、一軍出場はこの1試合のみにとどまった。シーズンオフの11月28日、現状維持となる推定年俸800万円で契約を更改した。
2024年は前年を上回る10試合に出場した。

### 日本ハム時代
2024年12月9日に行われた現役ドラフトで北海道日本ハムファイターズに指名され、移籍が決まった。前年の現役ドラフトでは水谷瞬が日本ハムに指名されており、2年連続で同球団に指名される形となった。さらに、捕手が現役ドラフトで移籍するのは初である。背番号は60。
2025年は春季キャンプを二軍で迎えたが、オープン戦から一軍に帯同。打率.417を記録し、プロ初の開幕一軍入りを果たす。3月29日の西武戦で8回表二死満塁の場面で代打として起用され、移籍後初出場。古巣との対戦となった4月2日のソフトバンク戦では「1番・左翼手」として先発起用されると、7回裏の打席で藤井皓哉からプロ初本塁打を放った。これが日本ハムに移籍後、公式戦初安打となった。

## 選手としての特徴
遠投110メートルを記録し、二塁への送球は平均で1.9秒を切る。打者としてはコンタクト率の高い中距離打者。広角に打てる長打力も兼ね備える。

## 人物
愛称は「ケンティー（ソフトバンク時代）」（自身の姉が推している中島健人の愛称にちなんだもの）、「ヨッシー（日本ハム時代）」（中島健人を敬愛する同僚の田宮裕涼に配慮したことで生まれた愛称）。
親戚に岡田雅利（元埼玉西武ライオンズ）がいる。
赤緑色覚異常があり、日常生活に支障が出ているが野球には影響はない。

## 詳細情報

### 年度別打撃成績
| 年 度     | 球 団        | 試 合 | 打 席 | 打 数 | 得 点 | 安 打 | 二 塁 打 | 三 塁 打 | 本 塁 打 | 塁 打 | 打 点 | 盗 塁 | 盗 塁 死 | 犠 打 | 犠 飛 | 四 球 | 敬 遠 | 死 球 | 三 振 | 併 殺 打 | 打 率 | 出 塁 率 | 長 打 率 | O P S |
| --------- | ------------ | ----- | ----- | ----- | ----- | ----- | -------- | -------- | -------- | ----- | ----- | ----- | -------- | ----- | ----- | ----- | ----- | ----- | ----- | -------- | ----- | -------- | -------- | ----- |
| 2023      | ソフトバンク | 1     | 1     | 1     | 0     | 0     | 0        | 0        | 0        | 0     | 0     | 0     | 0        | 0     | 0     | 0     | 0     | 0     | 1     | 0        | .000  | .000     | .000     | .000  |
| 2024      | ソフトバンク | 10    | 27    | 26    | 2     | 5     | 0        | 0        | 0        | 5     | 2     | 0     | 0        | 0     | 1     | 0     | 0     | 0     | 4     | 0        | .192  | .185     | .192     | .378  |
| 通算：2年 | 通算：2年    | 11    | 28    | 27    | 2     | 5     | 0        | 0        | 0        | 5     | 2     | 0     | 0        | 0     | 1     | 0     | 0     | 0     | 5     | 0        | .185  | .179     | .185     | .364  |

- 2024年度シーズン終了時

### 記録
初記録
- 初出場：2023年10月1日、対北海道日本ハムファイターズ25回戦（福岡PayPayドーム）、9回裏に甲斐拓也の代打で出場[27]
- 初打席：同上、9回裏に田中正義から空三振[27]
- 初先発出場：2024年7月5日、対東北楽天ゴールデンイーグルス10回戦（みずほPayPayドーム福岡）、「7番・指名打者」で先発出場
- 初安打：同上、6回裏に早川隆久から中前安打
- 初打点：2024年7月16日、対千葉ロッテマリーンズ14回戦（みずほPayPayドーム福岡）、6回裏に岩下大輝から左犠飛[28]
- 初本塁打：2025年4月2日、対福岡ソフトバンクホークス2回戦（エスコンフィールドHOKKAIDO）、7回裏に藤井皓哉から右越ソロ[29]

### 背番号
- 64（2023年[12] - 2024年）
- 60（2025年[18] - ）

### 登場曲
- 「がんばれ」Honey L Days（2023年 - ）
- 「if」西野カナ（2023年 - ）